# Danh sách câu lạc bộ bóng đá ở Aruba
Đây là danh sách các câu lạc bộ bóng đá ở Aruba.
- SV Racing Club Aruba
- SV La Fama
- SV Britannia
- SV Bubali
- SV Sportboys
- SV Deportivo Nacional
- SV Dakota
- SV Brazil Juniors
- SV Riverplate
- SV Estrella
- SV Juventud Tanki Leendert
- SV Sporting
- SV Unistars
- SV Independiente Caravel
- SV Jong Aruba
- SV Aparicio Stars
- SV Arsenal
- SV Estudiantes
- Trupial
- SV Atlantico
- SV Real Koyari
- SV Independiente Hooiberg
- SV San Luis Deportivo
- FC San Nicolas
- SV Caiquetio
- SV Undesa
- SV CD Rooi Afo
- SV Centro Deportivo Ayo
- SV Arikok
- SV Universal

Bản mẫu:Bóng đá Aruba